# عشرين عاما من الفوضى
حكم العشرين عاماً هو مصطلح تاريخي يستعمله باحثون معاصرون لفترة عدم الاستقرار الداخلي الحاد في الإمبراطورية البيزنطية، والتي تميزت بالخلافة السريعة للعديد من الأباطرة على العرش بين أول خلع لجستنيان الثاني في 695 وصعود ليو الثالث الإيساوري إلى العرش في 717 ، بادءاً السلالة الأيساورية.

## أزمة النقد لسنة 692
مع فتح مصر سنة 639، سقطت مناجم الذهب البيزنطية في مدينة بير أم فواخير المصرية بيد العرب. وفي سنة 689 أعاد جستنيان الثاني تثبيت معاهدة والده لسنة 685، والتي بموجبها أنشأت الإمبراطورية البيزنطية والخلافة الأموية سيادة مشتركة على قبرص [الإنجليزية] وأرمينيا وجورجيا، وتم تقسيم الخراج بين الدولتين. فانتشر لبعض الوقت كلا من الدينار الأموي والصوليدوس البيزنطي في المناطق الخاضعة للإدارة المشتركة مثل قبرص. وفي 689 نشأ خلاف بينهما حول سعر الصرف بسبب حقيقة أن نقود الذهب يقل وزنها مع مرور الوقت، ولكن في الواقع فإن معظم النقود البيزنطية تزن أقل من وزنها الرسمي في دار سك العملة. ومع المصروفات العالية يمكن أن يصل الفرق بين عدد العملات المعدنية ووزنها إلى 20٪. وفي المجمل فإن عدد العملات البيزنطية البالية المتداولة كان أكثر بكثير من العملات العربية البالية، والتي وفقًا للاتفاقية كان عليها أن تسك عملاتها المعدنية بنفس وزن العملات البيزنطية. فطالب الأمويون بتثبيت وزن القطع النقدية حسب الاتفاقية وسحب جميع العملات ذات الوزن المنخفض، وهو ما رد عليه جستنيان الثاني برفض حاسم، لأنه لا يريد تغيير أي شيء في نظام الضرائب، مستشهدًا باستحالة التضحية بهيبة الإمبراطورية البيزنطية، وصعوبة فرض ضرائب إضافية التي هي مرتفعة فعليًا على شعبه.
ذكر تيوفان المعرف أن النقطة الرئيسية التي أثارت الصراع في المفاوضات هو نظام المحاسبة المزدوجة الذي يمارسها مسؤولو الدائرة المالية في جستنيان الثاني. فيؤخذ من البيروقراطيين الأموال بوزنها الفعلي، وبعد ذلك توزع على الرعايا بأوزانها الاسمية، فالفارق يكون لصالح البيروقراطيين البيزنطيين وجستنيان الثاني، بما يتفق تمامًا مع قانون كريشام الاقتصادي، حيث تخفي النخبة الحاكمة العملات الذهبية ذات الجودة الأفضل لنفسها، بينما يدفع النقد الرديئ رواتب إلى المواطنين نظير عملهم.
لم يستفد المسلمون من معاهدة 689، ولكنهم قدموا تنازلات لجستنيان الثاني كي تقوم بيزنطة بإعادة توطين الماراديين، وهم أحفاد المهاجرين الفرس واللاجئين من الحرب البيزنطية الفارسية في أراضيها، الذين سببوا مشاكل سياسية للأمويين بسبب ارتباطهم الديني بالروم. وفي سنة 692 دفع عبد الملك بن مروان الجزية السنوية المحددة في الاتفاقية، وهي «ألف دينار صوليدوس 1/72 من رطل الذهب وفرسًا ومملوكًا وحصانًا أصيلاً وعبدًا حبشيا كل إسبوع، وأن يقسم بين الطرفين خراج قبرص وأرمينيا وجورجيا بالتساوي شريطة أن تخرج بيزنطة الجراجمة من لبنان» وأن تكون العملات مصبوبة في دار سك النقود بدمشق. كان معيار العملة الدولية في ذلك الوقت هو الصوليدوس البيزنطي لنموذج سنة 638، والذي اعتمده هرقل الأول شخصيًا، وفيه نقشه مع أبنائه: قسطنطين الثالث وهرقل الثاني. وقبل وفاة هرقل الأول بثلاث سنوات تم إصدار عدد كبير من تلك العملات التي استمرت متداولة في التجارة العالمية على مدى الثمانين عامًا التالية. تميزت عملات الخليفة عبد الملك المعترف بها من البيزنطيين بأن بها نقش هرقل وأبنائه، ولكن خالية من الرموز المسيحية، وعلى ظهرها بدلاً من الصليب كان هناك عصا. احتفظ كلا الإصدارين بالنقش "CONOB"، حيث تشير الأحرف الأولى "CON" إلى دار سك القسطنطينية، والحروف "OB" كلمة «Obryzum» وتعني ذهب نقي، وفي نفس الوقت تشير إلى الرقم اليوناني 72. لذا فإن العملة "CONOB" ترمز إلى القسطنطينية، 1/72 من رطل الذهب الخالص (4.5 جرام).
وبعدها أزاحت عملات دمشق المعدنية الجديدة لسنة 692 كلمة "CONOB" بأمر من عبد الملك، وأضافت بدلا منها عبارة: (قل هو الله أحد).، فاغتاظ الإمبراطور من ذلك فاستبدل عبد الملك الدنانير ونقش عليها عبارة أخرى «أرسله بالهدى ودين الحق ليظهره على الدين كله»، مع أن عبد الملك قد ترك شخصيات الأباطرة البيزنطيين على العملات المعدنية، وأراد من ذلك إثبات بأنه بالرغم من الخلافات، فهو يعترف بسلالة هرقل ومؤسسها هرقل الأول ونظامه العالمي الذي وضعه، فضلاً عن الاتفاقيات الدولية التي أبرمها مع ورثته. لم يكن شكل هرقل الأول على العملات المعدنية في ذلك الوقت مثيرًا للجدل في العالم العربي بسبب حقيقة أن هرقل وصف في الحديث ليس فقط بأنه إمبراطور بيزنطي، ولكن أيضًا بأنه متعاطف مع الإسلام. ولكن اعتبر الإمبراطور أن هذا العمل تحد صارخ له، فكتب إليه:«أنكم أحدثتم في قراطيسكم (نقودكم) كتابا نكرهه، فإن تركتموه وإلا أتاكم في دنانيرنا في نبيكم ماتكرهونه». فأوضح السفراء لجستنيان أن عبد الملك اضطر إلى ذلك لأن الخلافة الأموية تواجه باستمرار صعوبات دينية وسياسية بسبب الرموز القديمة في أراضيها الموسعة بشكل كبير وإدخال اللغة العربية كلغة رسمية فيها. ويريد أيضًا تعزيز السيطرة على نسبة العملات المعدنية الجديدة والقديمة المتداولة من أجل تجنب التضخم وتقلبات الأسعار. (حقق دار السك العربي الحد الأقصى لتقريب النقش الدائري على حافة العملة المعدنية، مما أدى إلى حماية الحواف من التشذيب، وأصبح حقل العملة المسطح بشكل أكبر، وأصبح تزوير الخط الصلب على العملة أكثر صعوبة من التزييف اليوناني أو اللاتيني). ولكن جستنيان الثاني رفض رفضًا قاطعًا قبول هذه العملات المعدنية وطالب بدفع الجزية في صوليدوس القديم. فاستشار عبد الملك أصحابه حول تهديد جستنيان، فأجابه خالد بن يزيد بن معاوية: حرم دنانيرهم، واضرب للناس سككا فيه ذكر الله تعالى. أدى رفض الجزية إلى انتهاك اتفاقية 689، وبعد مفاوضات غير مثمرة أفضت إلى نزاع مسلح تم التعبير عنه في معركة سبياستوبولس، والتي انتهت بهزيمة البيزنطيين وانخفاض حاد في سعر صرف العملة البيزنطية. الأمر الذي تسبب في استياء جميع طبقات الإمبراطورية البيزنطية ضد جستنيان الثاني وحاشيته.